# Svensk-norska föreningen

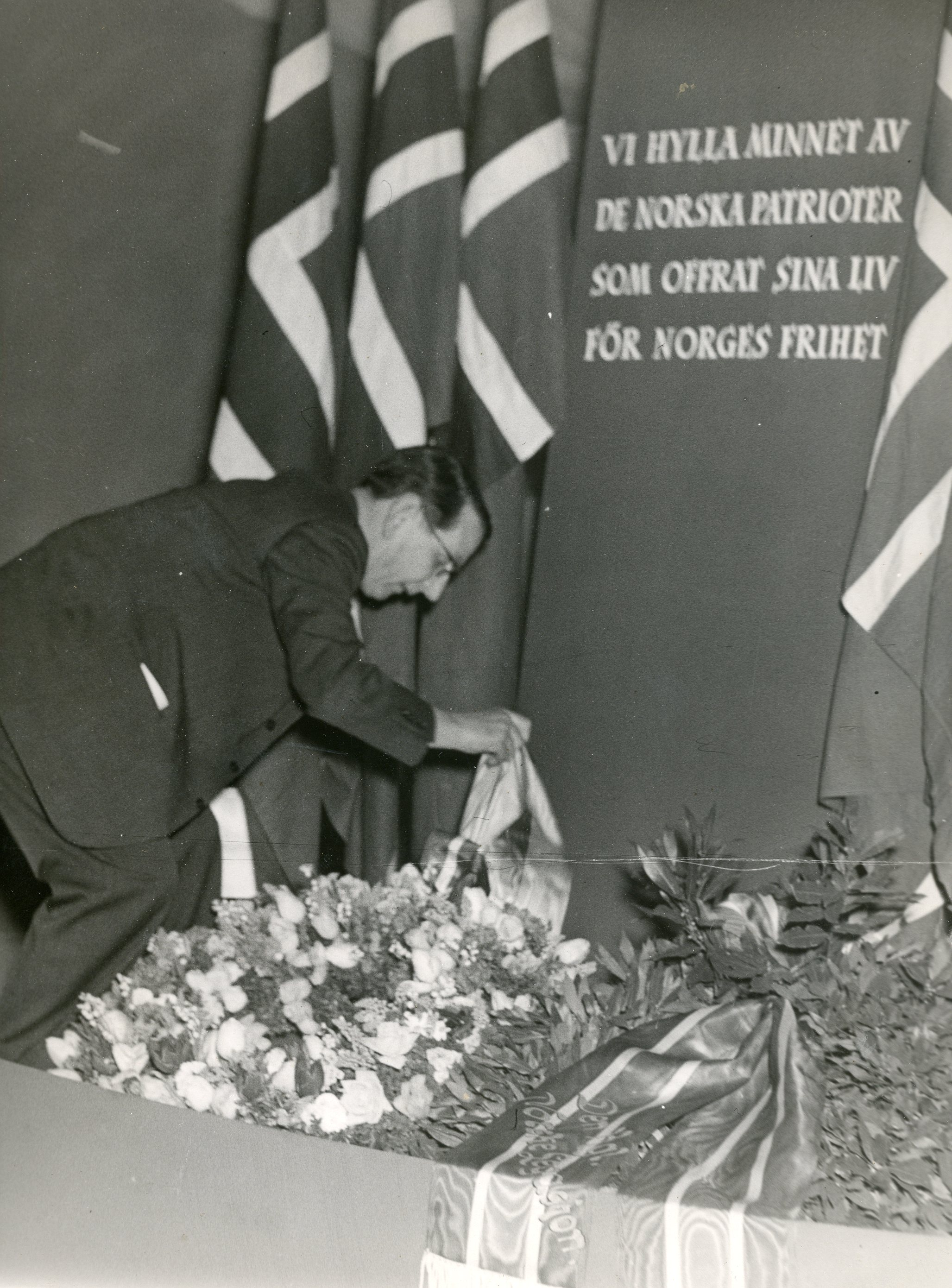
Svensk-norska föreningen arrangerade en minneshögtid på morgonen den 9 april 1943 i Thulehuset i Stockholm. Yngve Larsson nedlägger en krans.

Svensk-norska föreningen (SNF) är en vän- och samarbetsförening mellan Sverige och Norge, bildad i Stockholms stadshus den 31 oktober 1942. Systerorganisationen Norsk-svensk forening, grundades i Oslo 1946.
Föreningen har idag cirka 200 medlemmar och har till sitt huvudsyfte att aktivt främja den kulturella och historiska gemenskapen mellan Sverige och Norge. Ordförande sedan 2018 är Håkon-Stein Korshavn. Tidigare ordförande var Olof G Tandberg och Kjell Anneling, tidigare ambassadör i Oslo.

## Historik

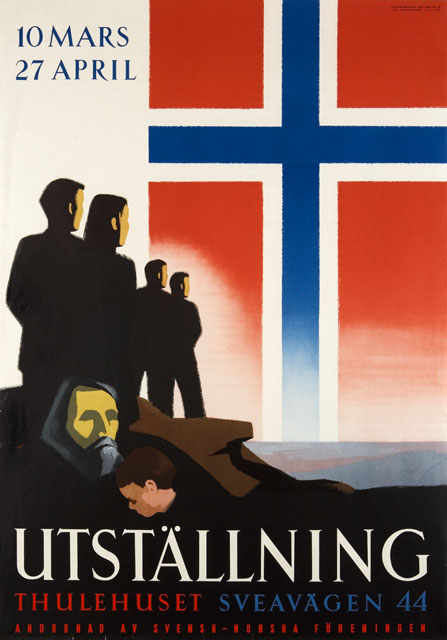
Den norska utställningen 1943

Syftet var från början att ge humanitärt stöd till det ockuperade Norge och att hjälpa de norska flyktingarna i Sverige. Under åren 1942-48 var borgarrådet Yngve Larsson föreningens ordförande.
Föreningen fick tusentals medlemmar under Andra världskriget, och många politiker och kulturpersonligheter blev tidigt medlemmar; däribland chefredaktörerna Torgny Segerstedt och Ture Nerman, författarna Eyvind Johnson, Pär Lagerkvist, Marika Stiernstedt och Harry Martinson, politiker som Alva Myrdal, Östen Undén och Bertil Ohlin, fackföreningsmännen August Lindberg, Gunnar Andersson och Ragnar Casparsson, samt professorerna Nils Ahnlund och Hans W-son Ahlman. Bland de norska medlemmarnas märktes norska LO:s Martin Tranmæl, chefen för det norska flyktingskontoret Annæus Schjødt, professor Fredrik Paasche, författaren Helge Krog och överstelöjtnant Ingvald Smith-Kielland.
Bland senare ordförande märks Yngve Lorents 1949-1955.